# Шабельня (Львівський район)
Шабе́льня — село в Україні, в Львівському районі Львівської області. Населення становить понад 800 осіб. Орган місцевого самоврядування — Рава-Руська міська рада.

## Постаті
Уродженцем села є капітан МВС України Вольський Ігор Григорович — командир батальйону «Львів».
- Чорний Степан Орестович (7 січня 1983 — 25 жовтня 2022) — солдат ЗСУ, загинув поблизу н.п. Опитне,  Покровського району, Донецької області. Поховали захисника 10 травня 2024. на міському кладовищі м. Рава-Руська.
- Калинич Віталій (15 червня 2000 — 13 січня 2023) — солдат ЗСУ, загинув в районі с. Спірне, Бахмутського району, Донецької області. Поховали захисника 17.01.2023 на кладовищі в с. Шабельня.
- Кручек Ігор Ігорович (1988 — 25 січня 2024) — солдат ЗСУ, загинув у боях за незалежність України. Поховали захисника 27.01.2024 на кладовищі в с. Шабельня.

## Історія
Шабельня (інша назва Шалаші) до 1940 року входила до складу Рави-Руської. Тепер це окреме село, яке входить до складу Річківської сільської ради.

## Населення

### Мова
Розподіл населення за рідною мовою за даними перепису 2001 року:
| Мова            | Кількість | Відсоток |
| --------------- | --------- | -------- |
| українська      | 834       | 96.53%   |
| польська        | 20        | 2.32%    |
| російська       | 6         | 0.69%    |
| інші/не вказали | 4         | 0.46%    |
| Усього          | 864       | 100%     |